# John Jacob Astor
Johann Jacob Astor (Walldorf, perto de  Heidelberg, 17 de julho de 1763 – New York, 29 de março de 1848) foi um negociante norte-americano.
Alemão de nascimento, filho de Johann Jacob Astor (7 de julho de 1724 – 18 de abril de 1816) e mãe Maria Magdalena vom Berg, e seus irmãos eram John Henry Astor e George Astor. Iniciou sua fortuna quando chegou aos Estados Unidos em 1786. Enriqueceu rapidamente no comércio de tráfico de peles, fundando em 1811 a  "American Fur Company" (Companhia Americana de Peles), quando  estabeleceu-se  na margem esquerda do Rio Colúmbia, no Fort Astoria, a primeira comunidade dos Estados Unidos na costa do Pacífico.
Quando morreu era o homem mais rico dos Estados Unidos.